# Буди-Сулковські (Млавський повіт)
Буди-Сулковські (пол. Budy Sułkowskie) — село в Польщі, у гміні Стшеґово Млавського повіту Мазовецького воєводства.
Населення — 77 осіб (2011).
У 1975-1998 роках село належало до Цехановського воєводства.

## Демографія
Демографічна структура станом на 31 березня 2011 року:
|          | Загалом | Допрацездатний вік | Працездатний вік | Постпрацездатний вік |
| -------- | ------- | ------------------ | ---------------- | -------------------- |
| Чоловіки | 37      | 7                  | 25               | 5                    |
| Жінки    | 40      | 9                  | 21               | 10                   |
| Разом    | 77      | 16                 | 46               | 15                   |